# Scoliocentra ventricosa
Scoliocentra ventricosa är en tvåvingeart som först beskrevs av Becker 1907.  Scoliocentra ventricosa ingår i släktet Scoliocentra och familjen myllflugor. Inga underarter finns listade i Catalogue of Life.